# مدام نفيخة
مدام نفيخة (بالإنجليزية: Mrs. Puff)‏ شخصية خيالية كرتونية في مسلسل سبونج بوب سكوير بانتس ظهرت لأول مرة عام 1999 وهي سمكة ظهرت في بعض الحلقات وهي تعلم سبونج بوب القيادة ولقد قامت بأداء صوتها في النسخة الإنجليزية الممثلة الأمريكية ماري جو كاتليت أما في النسخة العربية فقامت بالدور الممثلة سهير البدراوي.

## روابط خارجية
- مدام نفيخة في قاعدة بيانات الأفلام على الإنترنت